# Gigaton (album)
| Recensione       | Giudizio |
| ---------------- | -------- |
| AllMusic         |          |
| sentireascoltare | (6.8/10) |

Gigaton è l'undicesimo album in studio del gruppo musicale statunitense Pearl Jam, pubblicato il 27 marzo 2020 dalla Monkeywrench Records e dalla Republic Records.

## Tracce
Testi e musiche di Eddie Vedder, eccetto dove indicato.
1. Who Ever Said – 5:11
2. Superblood Wolfmoon – 3:49
3. Dance of the Clairvoyants – 4:26 (musica: Jeff Ament, Matt Cameron, Stone Gossard, Mike McCready, Eddie Vedder)
4. Quick Escape – 4:47 (musica: Jeff Ament)
5. Alright – 3:44 (Jeff Ament)
6. Seven O'Clock – 6:14 (musica: Jeff Ament, Stone Gossard, Mike McCready, Eddie Vedder)
7. Never Destination – 4:17
8. Take the Long Way – 3:42 (Matt Cameron)
9. Buckle Up – 3:37 (Stone Gossard)
10. Comes Then Goes – 6:02
11. Retrograde – 5:22 (musica: Mike McCready)
12. River Cross – 5:53

## Formazione
- Eddie Vedder – voce, chitarra, tastiere su Seven O'Clock, organo a pompa su River Cross
- Stone Gossard – chitarra, basso su Dance of the Clairvoyants, percussioni su Buckle Up, tastiere su Retrograde
- Mike McCready – chitarra, percussioni su Dance of the Clairvoyants, tastiere su Retrograde
- Jeff Ament – basso, chitarra e tastiere su Dance of the Clairvoyants e Quick Escape, tastiere su Alright e Seven O'Clock, m'bira su Alright e River Cross, pianoforte su Buckle Up
- Matt Cameron – batteria, percussioni, chitarra su Alright e Take the Long Way

Altri musicisti
- Josh Evans – tastiere su Superblood Wolfmoon, Never Destination, Buckle Up e River Cross
- Meagan Grandall – cori su Take the Long Way
- Brendan O'Brien – tastiere su Quick Escape e Retrograde

## Classifiche
| Classifica (2020)          | Posizione massima |
| -------------------------- | ----------------- |
| Australia                  | 3                 |
| Austria                    | 1                 |
| Belgio (Fiandre)           | 4                 |
| Belgio (Vallonia)          | 2                 |
| Canada                     | 5                 |
| Danimarca                  | 6                 |
| Finlandia                  | 5                 |
| Francia                    | 34                |
| Germania                   | 3                 |
| Grecia                     | 1                 |
| Irlanda                    | 6                 |
| Italia                     | 1                 |
| Norvegia                   | 4                 |
| Nuova Zelanda              | 6                 |
| Paesi Bassi                | 2                 |
| Polonia                    | 6                 |
| Portogallo                 | 1                 |
| Regno Unito                | 6                 |
| Regno Unito (rock & metal) | 1                 |
| Repubblica Ceca            | 12                |
| Scozia                     | 3                 |
| Spagna                     | 1                 |
| Stati Uniti                | 5                 |
| Stati Uniti (alternative)  | 1                 |
| Stati Uniti (hard rock)    | 1                 |
| Stati Uniti (rock)         | 1                 |
| Svezia                     | 10                |
| Svizzera                   | 2                 |
| Ungheria                   | 6                 |